# Dragomirești-Vale
Dragomiresti-Vale là một xã thuộc hạt Ilfov, România. Dân số thời điểm năm 2002 là 4283 người.